# Anni Steuer

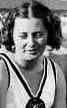
Anni Steuer (1936)

Anni Steuer, verheiratete Ludwig (* 12. Februar 1913 in Maizières-lès-Metz, Grand Est; † 18. März 1996 in Blumberg) war eine deutsche Leichtathletin und Olympiamedaillengewinnerin, die Mitte der 1930er Jahre zu den weltbesten 80-Meter-Hürdenläuferinnen gehörte.

## Werdegang
Bei den Olympischen Sommerspielen 1936 in Berlin gewann sie in 11,7 s die Silbermedaille hinter der Italienerin Trebisonda Valla (Gold) und vor der Kanadierin Elizabeth Taylor (Bronze). Dabei erzielten vier Läuferinnen die gleiche Zeit; die Reihenfolge musste durch das Zielfoto ermittelt werden. Steuer startete für den TuS Duisburg 48/99. Ihren einzigen deutschen Meistertitel gewann sie 1935 in Berlin, 1936 und 1937 wurde sie Zweite. Bei einer Größe von 1,77 m hatte sie ein Wettkampfgewicht von 67 kg. 1959 zog sie nach Mülheim an der Ruhr.